# 你所期望的永遠
《你所期望的永遠》是由âge在2001年8月3日發售的戀愛冒險類型成人遊戲，簡稱君望（君のぞ）。2002年9月26日發售Dreamcast版和2003年5月1日發售PS2版本。2003年7月25日推出DVD版。2004年6月25日發售Fan disc《你所期望的永遠 ～Special Fandisk～》。2008年3月28日發售《你所期望的永遠 〜Latest Edition〜》（君が望む永遠 〜Latest Edition〜）。2024年10月18日發售《你所期望的永遠 ～Enhanced Edition～》。
電視動畫版在2003年10月5日至2004年1月4日播放。2004年開始發售外傳OVA《Akane Maniax》。2007年開始發售OVA《你所期望的永遠 ～Next Season～》。
另外在故事中的女主角也在âge發售的其他遊戲中登場，涼宮遙、速瀨水月、涼宮茜在《Muv-Luv Alternative》登場，另外涼宮茜也在《Akane Maniax ～流星傳説剛田～》（アカネマニアックス～流れ星伝説剛田～）及《Muv-Luv》登場。

## 故事
鳴海孝之是一位面臨考試的三年級學生，每天平平凡凡地生活。他與死黨平慎二及水泳部主將速瀨水月一直是好友的關係。後來他認識了一直對他有好感的涼宮遙。在速瀨水月穿針引線下向孝之表白成功。
同樣喜歡孝之的正是他的好朋友速瀨水月，她知道孝之和涼宮遙開始戀愛後變得迷失。在暑假結束的一天，當孝之正趕往與涼宮遙約會途中遇到速瀨水月，她以生日的藉口希望孝之買一隻戒指作為生日禮物，怎知這就是惡夢的開始：當孝之來到與涼宮遙的約會地點時，看到一個已經在處理中的傷害現場以及染血的蝴蝶結，那人就是為了等待遲到的鳴海孝之而遇上車禍的涼宮遙。
三年後，孝之放棄大學深造而成為餐廳侍應，水月放棄游泳而成為OL，兩人過著同居生活。一天孝之收到涼宮遙甦醒的消息，但涼宮遙的記憶還停留在三年前，孝之、水月及涼宮遙的家人欺騙涼宮遙，說她在昨天遇到車禍。孝之在這三年裡仍然無法忘記涼宮遙，正面臨影響三人命運的交叉點。由于电视动画版是依据游戏版水月路线的结局，2007年推出OVA版(游戏中凉宫遥结局)。

## 登場角色
鳴海孝之（Narumi Takayuki，聲：谷山紀章）
白陵柊學園三年級生。性格溫柔體貼但有時優柔寡斷，與速瀨水月及平慎二是好朋友。某一次因速瀨水月介紹下認識一直對他抱有好感的涼宮遙。
涼宮遙（Suzumiya Haruka，聲：栗林美奈實）
白陵柊學園三年級生。性格害羞膽小。喜歡收集繪本圖書。她與速瀨水月是好朋友，對鳴海孝之有好感，亦曾對他表白。表白後和鳴海成為了情侶。在一次約會中為了等待鳴海孝之而被汽車撞傷而昏迷，3年後甦醒過來。
速瀨水月（Hayase Mitsuki，聲：石橋朋子（TV、OVA1）/ 高橋智秋（OVA2））
白陵柊學園三年級生，與涼宮遙是好朋友。她亦是學校游泳健將，為參加大會預選而不斷努力。喜歡鳴海孝之。在TV中和孝之在一起，而在ova中选择离开。
涼宮茜（Suzumiya Akane，聲：上原ともみ（TV）/ 水橋香織（OVA1、OVA2））
涼宮遙的妹妹。性格像速瀨水月。白陵柊學園學生及水泳部成員。雖然視速瀨水月為偶像，但3年後對孝之和水月的同居關係抱有鄙視的態度。
平慎二（Taira Shinji，聲：青木誠）
與鳴海孝之為好朋友及同班同學。與孝之一樣喜歡水月。他的學校成績優異，決定到白陵大升學。
天川螢（Amakawa Hotaru，聲：窪田聰子）
鎮醫院（即是涼宮遙車禍後入住的病院）護士。她在護士學校獲得優秀成績，但實習的表現就較差。因為過去的經驗，所以比誰都知道生命的可貴。
星乃文緒（Hoshino Fumio，聲：一美）
鎮醫院護士。她擁有豐富的戀愛經驗：性格和善但笨拙，有時做出被誤解的行為。
穗村愛美（Homura Manami，聲：尼子真理）
鎮醫院護士。
香月素子（Katsuki Motoko，聲：小林まりこ（TV）/ 小菅真美（OVA2））
欅町鎮醫院女醫生，亦是涼宮遙的主治醫生。性格爽朗：對大大小小的事件抱著不介意的性格，亦是孝之其中一位傾訴的對象。
大空寺亞由（Daikuuji Ayu，聲：淺井清己）
3年後孝之所工作餐廳的同事。她是為了學習帝王學而成為庶民的千金小姐。有時為孝之帶來快樂。
玉野真由（Tamano Mayu，聲：吉田恭子（TV）/ 吉住梢（OVA2））
3年後孝之所工作餐廳的同事，大空寺和孝之的後輩。
崎山健三（Sayama Kenzou，聲：岡和南）
3年後孝之所工作餐廳的店長。
石田梓（聲：伊藤美紀）
3年後水月所工作的同事。常常給予水月一些鼓勵。
榊千鶴（Sakaki Chizuru，聲：高柳香帆（OVA1）/ 倉田雅世（OVA2））
涼宮茜在白陵柊學園的同學。
涼宮宗一郎（Suzumiya Souichirou，聲：川津泰彦）
涼宮遙的父親。
涼宮薫（Suzumiya Kaoru，聲：金野惠子）
涼宮遙的母親。

## 工作人員
- 原作：まふまふ仔犬ちゃん・セントポール
- 原畫/角色設計：バカ王子ペルシャ
- 劇本：鬼畜人タムー、マロ☆ガッツ、反重力生命マー、nainai
- 音樂：渡来亜人
- 程式：スピンドリル
- 音樂製作：Lantis
- 製作總指揮：ヨシダという生き物
- 影片：Iris motion graphics（DC版、PS2版）

## 主題曲
片頭曲
- 「Rumbling hearts」[11]

作詞：栗林美奈實　作曲：清水永之、飯塚昌明　編曲：飯塚昌明　歌：栗林美奈實
- DC版片頭曲「yours」[12]

作詞：江幡育子　作曲/編曲：飯塚昌明　歌：栗林美奈實
- PS2版片頭曲[13]

作詞：栗林美奈實　編曲：飯塚昌明　歌：栗林美奈實
- PC DVD版片頭曲「Blue tears」[14]

作詞：栗林美奈實　編曲：飯塚昌明　歌：栗林美奈實、石橋朋子
- LE版片頭曲「sweet passion」[15]

作詞：栗林美奈實　作曲/編曲：菊田大介　歌：栗林美奈實
片尾曲
- 片尾曲「你所期望的永遠」（君が望む永遠）

作詞：finito pororo / 作曲/編曲：加持久忍 / 歌：MEGUMI（rino）
- LE版第三章片尾曲

作詞/作曲：rino　編曲：大久保薫　歌：CooRie

## 電視動畫
電視動畫版是2003年10月4日開始播放，全部共14話。正體中文版由臺灣的普威爾國際公司代理發售。

### 主題曲
片頭曲
- Precious Memories

作詞/作曲/歌：栗林美奈實　編曲：飯塚昌明（第3-13集）
片尾曲
- Rumbling hearts

作詞/歌：栗林美奈實　作曲：清水永行、飯塚昌明　編曲：飯塚昌明（第2集）
- 星空的華爾滋

作詞/作曲/歌：栗林美奈實　編曲：岩崎塚（第3-13集）
- 你所期望的永遠

作詞：Ikuko Ebata　作曲/編曲：加持久忍　歌：MEGUMI（最終話）

### 工作人員
- 企畫：吉田博彦
- 原作：	âge（「你所期望的永遠」）
- 監督：渡邊哲哉
- 系列構成：金巻兼一
- 角色設計/總作畫監督：菊地洋子
- 角色原案：杉原正教
- 機械設計：川原智弘、海老川兼武
- 色彩設計：井上英子
- 美術監督：陣西峰、張敏芳
- 美術設定：大空五郎
- 撮影監督：岩崎敦
- 編輯：重村建吾
- 音響監督：菊田浩巳
- 音響製作：樂音舍
- 音樂：渡来亜人、須藤賢一、南良樹
- 音樂製作人：伊藤善之
- 音樂制作：Lantis
- 製作人：永田勝治、伊藤善之
- 動畫製作人：飯塚智久、月野正志
- 動畫製作：スタジオ・ファンタジア
- 製作：「你所期望的永遠」製作委員会

### 各話列表
| 本篇     | 本篇         | 本篇                | 本篇              | 本篇                       | あゆまゆ劇場 | あゆまゆ劇場 | あゆまゆ劇場 |
| 話數     | 劇本         | 分鏡                | 演出              | 作畫監督                   | 分鏡         | 演出         | 原畫         |
| -------- | ------------ | ------------------- | ----------------- | -------------------------- | ------------ | ------------ | ------------ |
| 第一話   | 金巻兼一     | 加瀬充子            | 山田弘和          | 藤沢俊幸                   |              |              |              |
| 第二話   | 金巻兼一     | 東海林真一          | 山田弘和 松本佳久 | 藤田まり子 高野杏          |              |              |              |
| 第三話   | 金巻兼一     | 渡邊哲哉            | 喜多幡徹          | シワスタカシ               | 加瀬充子     | 渡邊哲哉     | 藤田まり子   |
| 第四話   | 金巻兼一     | もりたけし          | 宮田亮            | 竹内哲也                   | 加瀬充子     | 宮田亮       | 古賀誠       |
| 第五話   | 高山カツヒコ | 松園公              | 鈴木薫            | 内田孝                     | 月野正志     | 月野正志     | 立石聖       |
| 第六話   | 金巻兼一     | 加瀬充子            | 太田知章          | 三宅雄一郎                 | 加瀬充子     | 喜多幡徹     | 藤田まり子   |
| 第七話   | 金巻兼一     | 東海林真一          | 喜多幡徹          | 荒木英樹                   | 渡邊哲哉     | 渡邊哲哉     | 村上やすひと |
| 第八話   | 高山カツヒコ | 中島弘明            | 秋山朋子          | 吉本拓二                   | 加瀬充子     | 喜多幡徹     | 内田孝       |
| 第九話   | 金巻兼一     | 高柳滋仁            | 高柳滋仁          | 石井久美                   | 加瀬充子     | 高柳滋仁     | 古賀誠       |
| 第十話   | 金巻兼一     | 片山一良            | 山田弘和          | 藤沢俊幸                   | 加瀬充子     | 山田弘和     | 藤田まり子   |
| 第十一話 | 高山カツヒコ | 渡邊哲哉 もりたけし | 木村寛            | 秋山由樹子 内田孝 桜井正明 | 渡邊哲哉     | 喜多幡徹     | 村上やすひと |
| 第十二話 | 金巻兼一     | 下田正美            | 太田知章          | 三宅雄一郎                 | 渡邊哲哉     | 喜多幡徹     | 渡辺明夫     |
| 第十三話 | 金巻兼一     | 加瀬充子            | 宮田亮            | 古賀誠 山内尚樹            | 渡邊哲哉     | 宮田亮       | 石井久美     |
| 第十四話 | 金巻兼一     | 松園公              | 喜多幡徹 渡邊哲哉 | 藤田まり子 山内則康 内田孝 |              |              |              |

### 電視台
日本深夜動畫：下文記載的日本国内播放時間使用日本標準時間（UTC+9）表示。因為部分時間标识會採用30小时制，因此請留意这类超过24:00的时间，其實際播放時間為翌日清晨。
| 播放地區 | 電視台       | 播放期間                     | 播放時間             |
| -------- | ------------ | ---------------------------- | -------------------- |
| 埼玉縣   | 埼玉電視台   | 2003年10月4日 - 2004年1月3日 | 星期六 24:50 - 25:20 |
| 千葉縣   | 千葉電視台   | 2003年10月5日 - 2004年1月4日 | 星期日 24:00 - 24:30 |
| 兵庫縣   | SUN電視台    | 2003年10月6日 - 2004年1月5日 | 星期一 24:00 - 24:30 |
| 神奈川縣 | 神奈川電視台 | 2003年10月6日 - 2004年1月5日 | 星期一 25:30 - 26:30 |
| 三重縣   | 三重電視台   | 2003年10月6日 - 2004年1月5日 | 星期一 26:05 - 26:35 |
| 日本全國 | Kids Station | 2003年10月6日 - 2004年1月5日 | 星期一 24:00 - 24:30 |

## OVA

### Akane Maniax
《Akane Maniax》（アカネマニアックス）是從âge的FAN CLUB在2002年5月1日發佈給會員免費遊戲《Akane Maniax 〜流星傳説剛田〜》（アカネマニアックス～流れ星伝説剛田～）的OVA版，在2004年11月25日開始發售，全部共3章。原作劇情是描敘電視動畫版的結局到《Muv-Luv》之間的故事。正體中文版由普威爾國際公司代理發售。

#### 主要角色
Muv-Luv角色的介紹請參閱Muv-Luv。
剛田城二（聲：關智一）
涼宮茜（聲：水橋香織）

#### 各卷列表
| 巻数   | 副標題             | 劇本             | 分鏡                 | 演出     | 作畫監督   | 發售日         |
| ------ | ------------------ | ---------------- | -------------------- | -------- | ---------- | -------------- |
| 第一章 | 城二 白陵に立つ    | 鈴木雅詞         | 渡邊哲哉、もりたけし | 木村寛   | 磯野智     | 2004年11月25日 |
| 第二章 | 剛田城二入部せよ   | 時村尚           | 渡邊哲哉、喜多幡徹   | 渡邊哲哉 | 夏目久仁彦 | 2005年3月25日  |
| 最終章 | さらば愛しき城二よ | 時村尚、仕舞屋鉄 | 渡邊哲哉、喜多幡徹   | 木村寛   | 藤澤俊幸   | 2005年8月26日  |

#### 主題曲
片頭曲「beginning」
作詞/作曲：栗林美奈實 編曲：飯塚昌明　歌：栗林美奈實
片尾曲「ありがと…」
作詞/作曲：栗林美奈實　編曲：飯塚昌明　歌：水橋香織
最終話片尾曲「マブラヴ」
作詞：江幡育子　作曲：SAGE KOIZUMI　編曲：飯塚昌明　歌：栗林美奈實

#### 工作人員
- 原作：âge（「アカネマニアックス〜流れ星伝説剛田〜」）
- 企畫：吉田博彦
- 監督：渡邊哲哉
- 角色設計：磯野智
- 角色原案：バカ王子ペルシャ、Bou
- 機械設計：石垣純哉
- 美術設定：宮本崇
- 美術監督：陣西峰、張敏芳、朱小丹
- 音樂監督：菊田浩巳
- 音樂制作：Lantis
- 撮影：T2スタジオ
- 編輯：重村建吾
- 動畫製作：SILVER（シルバー）
- 製作：白陵生徒会（ACID、BANDAI VISUAL、Lantis、ワユタ）

### 你所期望的永遠～Next Season～
《你所期望的永遠 ～Next Season～》2007年12月21日至2008年12月19日共四卷。

#### 各卷列表
| 巻数 | 劇本     | 分鏡/演出 | 作畫監督             | 發售日         |
| ---- | -------- | --------- | -------------------- | -------------- |
| 1    | 鴻野貴光 | 高山秀樹  | たむらかずひこ       | 2007年12月21日 |
| 2    | 鴻野貴光 | 高山秀樹  | たむらかずひこ       | 2008年3月25日  |
| 3    | 鴻野貴光 | 高山秀樹  | 坂巻貞彦、西田美弥子 | 2008年6月25日  |
| 4    | 鴻野貴光 | 高山秀樹  | 西田美弥子           | 2008年12月19日 |

#### 主題曲
第一卷片尾曲＆第二卷片頭曲 「Next Season」
作詞：栗林美奈實　作曲/編曲：菊田大介　歌：栗林美奈實
第二卷片尾曲 「eternity」
作詞/作曲：栗林美奈實　編曲：大久保薰　歌：栗林美奈實

#### 工作人員
- 原著/系列構成：âge（『君が望む永遠』）
- 監督：高山秀樹
- 劇本：鴻野貴光
- 角色設計：たむらかずひこ
- 音響製作：樂音舍
- 動畫製作：Brain's Base
- 製作：「君が望む永遠」製作委員会

### あゆまゆ劇場
《あゆまゆ剧场》原本是2003年播出的電視动画《你所期望的永远》片尾的次回预告形式的短篇動畫，出場角色是以SD造型演出，由大空寺亞由、玉野真由擔任主角。2004年發售的《Akane Maniax》的第2章和最終章也有收錄。2006年8月13日發售的「PC âge CD-ROM² vol.5」收錄第0話。在2006年9月29日到2007年1月12日期間，《あゆまゆ劇場》以Web動畫的形式在網路廣播網站《君のぞらじお》發佈第1話到第4話。あゆまゆ劇場官方網站公佈《あゆまゆ剧场》的OVA在2007年2月23日發售，收錄第1話到第6話和SP。

#### 各話列表
| 話数 | 副標題                  | 劇本     | 分鏡       | 演出       | 作畫監督                    |
| ---- | ----------------------- | -------- | ---------- | ---------- | --------------------------- |
| #00  | プロローグ              | 鴻野貴光 | 嵯峨敏     | 嵯峨敏     | 水上ろんど                  |
| #01  | 白昼の死角…さ。         | 鴻野貴光 | 青木哲朗   | 青木哲朗   | 水上ろんど                  |
| #02  | 振り返れば奴がいる…さ。 | 鴻野貴光 | 岡野倖男   | 岡野倖男   | 水上ろんど                  |
| #03  | アリよ さらば…さ。      | 鴻野貴光 | 佐々木真哉 | 佐々木真哉 | 水上ろんど                  |
| #04  | 王様のレストラン…さ。   | 鴻野貴光 | 鏑木ひろ   | 鏑木ひろ   | 水上ろんど                  |
| #05  | 鬼の棲家…さ。           | 鴻野貴光 | 渡辺明夫   | 渡辺明夫   | 渡辺明夫 水上ろんど         |
| #06  | 男女7人夏物語…さ。      | 鴻野貴光 | 青木哲朗   | 佐々木真哉 | 時矢義則 水上ろんど         |
| SP   | スペシャルエピソード    | 鴻野貴光 | 嵯峨敏     | 嵯峨敏     | 水上ろんど いわさきたいすけ |

#### 主题曲
作詞：畑亜貴　作曲/編曲：黒須克彦　歌：UYAMUYA（吉住梢、浅井清己）

#### 工作人員
- 企劃：吉田博彦
- 角色設計/總作畫監督：水上ろんど
- 美術監督：勝又激
- 色彩設計：児玉尚子
- 撮影監督：山越康司
- 編輯：田熊純
- 音響監督：菊田浩巳
- 音響製作：樂音舍
- 音樂：南良樹
- 音樂製作：Lantis
- 製作人：伊藤善之、永谷敬之
- 監督：嵯峨敏
- 動畫製作：Picture Magic（ピクチャーマジック）
- 製作：âge／すかいてんぷる汐留支店

## 廣播
ちよれんちゃんねる♪
2002年7月7日到12月29日的每周日在大阪放送電台和文化放送電台播放，共播放26回。
音速♪ひとみしりちゃんねる
2003年7月2日到9月24日的每周三在大阪放送電台、每周六在TBS廣播電台播放，共播放13回。
君のぞらじお
2003年10月4日到2005年3月26日的每周五在大阪放送電台和TBS廣播電台播放，共播放78回。2005年4月1日到2007年12月28日每周五改為網路廣播在君のぞらじお網站發佈144回。
你所期望的永遠 〜Next Season〜
2008年1月11日到2009年1月5日的每周五到10月3日改為隔周五在君のぞらじお網站發佈45回。
君のぞらじお Still I love you…
2008年1月25日到6月27日的每周五在君のぞらじお網站發佈23回。
君のぞらじお Silver ring
2008年7月4日到9月26日的每周五在君のぞらじお網站發佈12回。
君のぞらじお eternity
2009年4月3日到2010年1月8日的隔周五在君のぞらじお網站發佈20回。

## 相關商品

### 小說
- 你所期望的永遠（電視動畫版）

作者：，文庫：MF文庫J，出版社：Media Factory
| 卷數 | 發售日        | ISBN               |
| ---- | ------------- | ------------------ |
| 1    | 2004年3月25日 | ISBN 4-8401-1045-X |
| 2    | 2004年4月24日 | ISBN 4-8401-1071-9 |
| 3    | 2004年5月25日 | ISBN 4-8401-1092-1 |

- 你所期望的永遠（PC版）

作者：，文庫：PARADIGM NOVELS，出版社：PARADIGM
| 卷數 | 發售日        | ISBN               |
| ---- | ------------- | ------------------ |
| 上巻 | 2002年2月22日 | ISBN 4-89490-135-8 |
| 下巻 | 2002年4月20日 | ISBN 4-89490-141-2 |

### CD
主題曲專輯
- 風のゆくえ / yours
- Precious Memories（電視動畫版片頭曲），發售日期：2003年10月29日
- Next Season / sweet passion
- Beginning，發行日期：2005年2月23日[20]

角色專輯
- 君你所期望的永遠 Portrait.1 水月（主唱：石橋朋子），發售日期：2003年11月27日
- 你所期望的永遠 Portrait.2 遙（主唱：栗林美奈實），發售日期：2003年12月26日
- 你所期望的永遠 Portrait.3 茜，發售日期：2003年12月28日
- 你所期望的永遠 Portrait.4 （主唱：淺井清己），發售日期：2004年2月4日
- 你所期望的永遠 Portrait.5 孝之（主唱：谷山紀章），發售日期：2004年7月22日
- マイポートレイト・イン・君が望む永遠，發售日期：2008年5月28日

原聲帶
- 君が望む永遠 サウンドトラックプラス（PC版）
- 君が望む永遠 ゲームアレンジサウンドトラック（PS2版）
- 君が望む永遠 オリジナルサウンドトラック Vol.1（電視動畫版），發售日期：2004年2月25日
- 君が望む永遠 オリジナルサウンドトラック Vol.2（電視動畫版），發售日期：2004年6月2日

廣播劇
- 君が望む永遠 ドラマシアター Vol.1 涼宮遙，發售日期：2001年10月30日
- 君が望む永遠 ドラマシアター Vol.2 速瀬水月，發售日期：2001年12月5日
- 君が望む永遠 ドラマシアター Vol.3 涼宮茜，發售日期：2002年4月24日
- 君が望む永遠 ドラマシアター Vol.4 らじおすぺしゃる，發售日期：2002年12月25日

廣播主題曲專輯
- 純情Fever  發售日期：2004年2月4日
- 發售日期：2004年12月29日
- MAGIC/KATAOMOI  發售日期：2005年4月27日
- 日常☆CRASHER  發售日期：2006年3月8日
- Love Adventure 發售日期：2006年3月8日

廣播總集篇
- CD1  發售日期：2004年3月24日
- 君のぞらじお 総集編 vol.01  發售日期：2005年10月28日
- 君のぞらじお 総集編 vol.02  發售日期：2005年12月19日
- 君のぞらじお 総集編 vol.03  發售日期：2006年2月19日
- 君のぞらじお 総集編 vol.04  發售日期：2006年5月4日
- 君のぞらじお 総集編 vol.05  發售日期：2006年10月28日
- 君のぞらじお 総集編 vol.06  發售日期：2007年2月25日
- 君のぞらじお 総集編 vol.07  發售日期：2007年12月29日
- 君のぞらじお 総集編 vol.08  發售日期：2008年8月15日
- 君のぞらじお 総集編 vol.09  發售日期：2008年10月12日
- 君のぞらじお 総集編 vol.10  發售日期：2009年5月5日

### DVD
《你所期望的永遠》第1卷至第7卷，每卷收錄兩集電視動畫。卷一附送涼宮遙喜歡的《麻雅鳥爾的禮物》，第7卷附送她親手所繪的《真正的寶物》。DVD-BOX在2007年12月21日發售。

### BD
- Blu-ray BOX，發售日期：2012年2月22日
- ～Next Season～ COMPLETE EDITION，發售日期：2012年2月24日

### 書籍
畫冊
- 麻雅鳥爾的禮物，發售日期：2004年3月25日
- 真正的寶物，發售日期：2004年9月25日

設定資料集
- OVA設定資料集

Visual Complete
- 你所期望的永遠 Visual Complete（ ） 發售日期：2004年4月23日

### 其他
- RumblingAngel

## 評價
在2007年10月，《電擊G's magazine》舉辦日本前五十名最佳美少女遊戲排名的票選活動，《你所期望的永遠》在入圍的249款遊戲中獲得17票而成為第15名。

## 外部連結
- PC版官方網站（日語）
- DC版官方網站（日語）
- PS2版官方網站（日語）
- 你所期望的永遠 〜special FanDisk〜官方網站（日語）
- 你所期望的永遠 ～DVD Specification～官方網站 （页面存档备份，存于）（日語）
- 你所期望的永遠 ～Latest Edition～官方網站 （页面存档备份，存于）（日語）
- 你所期望的永遠 ～Enhanced Edition～官方網站 （页面存档备份，存于）（日語）
- 電視動畫官方網站（日語）
- アカネマニアックス官方網站（日語）
- 你所期望的永遠 ～Next Season～官方網站（日語）
- あゆまゆ劇場官方網站 （页面存档备份，存于）（日語）
- 君のぞらじお（日語）
- 《你所期望的永遠》在視覺小說數據庫的頁面（英文）
- 你所期望的永遠（動畫）在動畫新聞網百科全書中的資料（英文）